# Aleksy I (patriarcha Moskwy)
Aleksy, imię świeckie Siergiej Władimirowicz Simanski (ur. 15 października?/27 października 1877 w Moskwie, zm. 17 kwietnia 1970 w Pieriediełkinie) – 13. prawosławny patriarcha Moskwy i całej Rusi, zwierzchnik Rosyjskiego Kościoła Prawosławnego w latach 1945–1970.
Pochodził z rodziny szlacheckiej. Ukończył studia prawnicze na Moskiewskim Uniwersytecie Cesarskim, a następnie teologiczne w Moskiewskiej Akademii Duchownej. Będąc na II roku Akademii, w 1901 r., złożył wieczyste śluby mnisze, przyjmując imię Aleksy. Od 1904 do 1913 r. pracował jako inspektor w seminariach duchownych kolejno w Pskowie, Tule i Nowogrodzie. 28 kwietnia 1913 r. został wyświęcony na biskupa pomocniczego eparchii nowogrodzkiej z tytułem biskupa tichwińskiego. Następnie od 1921 był biskupem jamburskim, wikariuszem eparchii piotrogrodzkiej. W roku następnym, z powodu swojej wrogiej postawy wobec probolszewickiego ruchu Żywej Cerkwi, został skazany na trzyletnią zsyłkę do Kazachstanu. Po powrocie z niej w 1926 objął tymczasowy zarząd eparchii nowogrodzkiej, zaś od 1933 był również metropolitą leningradzkim.
W okresie II wojny światowej dobrowolnie pozostał w oblężonym Leningradzie, by swoimi wystąpieniami podnosić morale jego mieszkańców, wzywać do walki w obronie Związku Radzieckiego i prowadzić w imieniu Kościoła zbiórki pieniędzy na ten cel. W 1943 wziął udział w spotkaniu hierarchów Rosyjskiego Kościoła Prawosławnego ze Stalinem, po którym władze radzieckie odstąpiły od prześladowania Cerkwi - jej poparcie miało pomóc w mobilizacji społeczeństwa do walki z Niemcami.
W 1945 wybrany na patriarchę moskiewskiego i całej Rusi, za główny cel swojej działalności uważał wewnętrzną konsolidację Kościoła i odbudowę jego struktur po okresie prześladowań. Pragnąc zachować dobre relacje z władzami świeckimi, zgodził się również na szereg wystąpień zagranicznych, w czasie których bronił polityki zagranicznej ZSRR i zaprzeczał niedemokratyczności tego państwa. W czasie nowej kampanii antyreligijnej zapoczątkowanej w 1958 przez Nikitę Chruszczowa bezskutecznie bronił Rosyjskiego Kościoła Prawosławnego przed utratą parafii, monasterów i szkół teologicznych.
Kierował Patriarchatem Moskiewskim przez 25 lat, co czyni z niego najdłużej urzędującego patriarchę moskiewskiego i całej Rusi w historii.

## Życiorys

### Dzieciństwo i młodość
Pochodził z rodziny arystokratycznej. Jego ojciec Władimir Andriejewicz Simanski, pochodził z rodu datującego swoje szlachectwo od XVII wieku, wywodzącego się z ziemi pskowskiej. Matka, Olga Aleksandrowna zd. Porochowszczikowa, była córką byłego kapitana lejbgwardii, budowniczego hotelu „Słowiański Bazar”.
Przyszły patriarcha urodził się w domu swoich rodziców przy ul. Miasnickiej w Moskwie, jako pierwsze dziecko w rodzinie. Dziesięć dni po przyjściu na świat został ochrzczony. Otrzymał wówczas imię Siergiej na cześć Sergiusza z Radoneża. Miał młodszych braci Andrieja, Fiłarieta i Aleksandra oraz siostrę Annę. Dzieci Simanskich były wychowywane w duchu głęboko religijnym. Początkową edukację odebrał w domu, według programów obowiązujących w szkołach średnich. Rodzina uczestniczyła w życiu kulturalnym Moskwy i utrzymywała szerokie kontakty towarzyskie, w tym z hierarchami Rosyjskiego Kościoła Prawosławnego. W 1888 Siergiej Simanski rozpoczął naukę w młodszych klasach Łazariewskiego Instytutu Języków Wschodnich w Moskwie, w których nauka odpowiadała programowi gimnazjum. Po trzech latach został przeniesiony do Cesarskiego Liceum im. cesarzewicza Mikołaja w Moskwie. Ukończył je ze srebrnym medalem. W czasie nauki w Liceum Siergiej Simanski poznał ks. Joanna Sołowjowa, który został jego opiekunem duchowym i wywarł na młodego człowieka znaczny wpływ. Równie istotne znaczenie dla formacji intelektualnej przyszłego hierarchy miały powszechne w szkole poparcie dla rosyjskiego monarchizmu i idee głoszone przez dyrektora placówki Władimira Gringmutha, jednego z ideologów rosyjskiej prawicy monarchistycznej, z którym utrzymywał kontakty także po zakończeniu nauki.
W 1896, po uzyskaniu świadectwa dojrzałości, Simanski poprosił ojca o błogosławieństwo na podjęcie studiów teologicznych, zamiast, jak wcześniej zdecydowała rodzina, wstąpić na wydział prawa. Władimir Simanski uważał jednak, iż syn powinien uzyskać najpierw wyższe wykształcenie w dziedzinie świeckiej. W związku z tym przyszły patriarcha od 1896 do 1899 studiował na Moskiewskim Uniwersytecie Cesarskim prawo. Powołany do armii, służył w 7 Samogickim pułku grenadierów. W 1900 odszedł z wojska w stopniu chorążego, wbrew radom ojca.

### Studia teologiczne
Jesienią 1900 r. podjął wyższe studia teologiczne w Moskiewskiej Akademii Duchownej. Ukończone wcześniej studia uniwersyteckie dawały mu prawo do rozpoczęcia nauki od II roku, jednak za radą rektora uczelni, biskupa Arseniusza (który został jego opiekunem duchowym), zrezygnował z tej możliwości. Na pierwszym roku nauki uzyskał niskie wyniki – pod względem ocen był 36. spośród 53 studentów. Już w momencie podjęcia studiów teologicznych prosił o zgodę na złożenie przezeń ślubów mniszych, jednak biskup Arseniusz zgodził się spełnić tę prośbę dopiero po roku. Przyszły patriarcha złożył przed nim śluby małej schimy 9 lutego 1901 w Skicie Getsemańskim, jednej z filialnych placówek Ławry Troicko-Siergijewskiej, otrzymując imię zakonne Aleksy na cześć św. Aleksego, metropolity Moskwy. 17 marca tego samego roku został wyświęcony na hierodiakona.
Pracę kandydacką, kończącą studia teologiczne, Aleksy (Simanski) poświęcił poglądom metropolity moskiewskiego Filareta. Wybór tematu nie był przypadkowy: kult Filareta był szczególnie silny w rodzinie Simanskich, przyszły patriarcha pozostawał do końca życia jego czcicielem. Praca zyskała wysokie oceny. W 1903 r. został hieromnichem. 21 czerwca 1904 r., po obronie pracy kandydackiej i zdaniu egzaminów końcowych, ukończył Moskiewską Akademię Duchowną z tytułem kandydata nauk teologicznych. Podobnie jak większość studentów Akademii Duchownych, hieromnich Aleksy zwrócił się z prośbą o zatrudnienie w jednej z uczelni teologicznych Rosyjskiego Kościoła Prawosławnego. Oczekując na odpowiedź, udał się w podróż duszpasterską po eparchii jarosławskiej i rostowskiej razem z jej ordynariuszem, biskupem Sergiuszem. W czasie podróży spotkał się z Janem Kronsztadzkim.

### Praca w szkołach teologicznych
W sierpniu 1904 r. został zatrudniony jako inspektor seminarium duchownego w Pskowie. Przyczynił się do zachowania w szkole porządku mimo zaangażowania się części słuchaczy i wykładowców w wydarzenia rewolucji roku 1905.
18 września 1906 r. otrzymał godność archimandryty, równocześnie obejmując stanowisko inspektora seminarium duchownego w Tule. Funkcję tę pełnił przez pięć lat. W okresie pracy w Tule duchowny nie tylko realizował obowiązki inspektora, ale i odbywał podróże po eparchii, aktywnie uczestniczył w organizacji zjazdów duchowieństwa, pracy bractw i stowarzyszeń cerkiewnych, utrzymywał kontakty z władzami świeckimi. W okresie wakacyjnym każdorazowo odwiedzał ważne ośrodki pielgrzymkowe Rosji, niekiedy razem ze słuchaczami seminarium. Przyczynił się do organizacji otwartych spotkań dyskusyjnych dla wiernych oraz zainicjowania wydawania przez eparchię organu prasowego. W 1908 r., pod naciskiem ordynariusza eparchii tulskiej, na krótko został przewodniczącym oddziału Związku Narodu Rosyjskiego w Tule. Kilkakrotnie otrzymywał propozycję wyjazdu na misję do Ameryki Północnej lub objęcia stanowiska proboszcza cerkwi przy jednej z rosyjskich ambasad. Za radą arcybiskupa Arseniusza (Stadnickiego) każdorazowo odrzucał jednak taką możliwość.
W październiku 1911 r., na prośbę arcybiskupa Arseniusza, który rok wcześniej objął katedrę nowogrodzką, archimandryta Aleksy został przeniesiony do tejże eparchii w charakterze inspektora seminarium duchownego w Nowogrodzie oraz przełożonego monasteru św. Antoniego Rzymianina w tym samym mieście. Opracował żywot patrona monasteru oraz uporządkował wewnętrzne życie wspólnoty. W okresach, gdy arcybiskup Arseniusz przebywał w Petersburgu, archimandryta Aleksy faktycznie nadzorował całą działalność eparchii nowogrodzkiej.

### Biskup

#### Biskup pomocniczy eparchii nowogrodzkiej
28 marca 1913 r. Synod Rządzący nominował archimandrytę Aleksego do przyjęcia chirotonii biskupiej z tytułem biskupa tichwińskiego, wikariusza eparchii nowogrodzkiej. Ceremonia odbyła się 28 kwietnia tego samego roku w soborze Mądrości Bożej w Nowogrodzie. W charakterze konsekratorów wzięli w niej udział patriarcha antiocheński Grzegorz IV (goszczący z wizytą w Rosji), arcybiskup nowogrodzki Arseniusz (Stadnicki) oraz biskupi Nikon (Rożdiestwienski), Euzebiusz (Grozdow), Joannicjusz (Djaczkow) oraz Beniamin (Kazanski). Z uwagi na znaczną ilość obowiązków arcybiskupa Arseniusza w Świątobliwym Synodzie Rządzącym, jego wydziałach, zaś od 1917 – także w pracach poprzedzających Sobór Lokalny Rosyjskiego Kościoła Prawosławnego, biskup Aleksy de facto kierował całą eparchią nowogrodzką. Do 1921 r. odbył szereg podróży duszpasterskich po eparchii, angażował się w organizację remontów cerkwi i ochrony znajdujących się w nich zabytków. Po wybuchu I wojny światowej przekazał dom eparchialny na szpital wojskowy. Brał udział w pożegnaniach jednostek armii rosyjskiej udających się na front, wygłaszał przemówienia o tematyce patriotycznej i organizował zbiórki pieniędzy na cele militarne. Po rewolucji lutowej zaapelował do mieszkańców eparchii nowogrodzkiej o podporządkowanie się nowemu rządowi. Zwołany jesienią zjazd duchowieństwa i wiernych eparchii nowogrodzkiej pozytywnie ocenił jego pracę duszpasterską i opowiedział się za jej kontynuowaniem.
Po rewolucji październikowej biskup Aleksy, wbrew prośbom ojca, nie udał się na emigrację do Finlandii, twierdząc, iż jako hierarcha ma obowiązek pozostawania z wiernymi, także w momentach prześladowań. Przyszłą walkę państwa radzieckiego z Kościołem przewidział po wydaniu dekretu o oddzieleniu Kościoła od państwa. Bezpośrednio po rewolucji nie spotkały go jednak żadne represje. Dopiero w styczniu 1920 r. został aresztowany przez nowogrodzki wydział Czeka razem z metropolitą Arseniuszem w związku z przeprowadzoną w 1919 r. akcją otwarcia relikwii Rosyjskiego Kościoła Prawosławnego i oskarżony o agitację antybolszewicką. Obydwaj duchowni do momentu procesu przebywali na wolności; biskup Aleksy nie przyznał się do winy i został skazany na karę obozu, jednak została anulowana poprzez amnestię 1 maja 1920 r.. W lutym 1921 r. Aleksy został oskarżony w drugim procesie: razem z czternastoma innymi członkami rady eparchialnej usłyszał zarzut dezorganizowania życia społecznego w Nowogrodzie (radzie zarzucono samowolne wykonywanie funkcji państwowych, w tym sądowniczej i nielegalnego poboru podatków). Otrzymał wyrok w zawieszeniu.

#### Biskup pomocniczy eparchii piotrogrodzkiej
Obawiając się, iż nowogrodzka Czeka po raz kolejny aresztuje biskupa Aleksego, metropolita piotrogrodzki i gdowski Beniamin zaproponował patriarsze Tichonowi przeniesienie go do zarządzanej przez siebie eparchii. Sugestia ta została przyjęta i 21 lutego 1921 r. Aleksy został biskupem jamburskim, wikariuszem eparchii piotrogrodzkiej. Po przyjeździe do Piotrogrodu duchowny poprzez swoje kontakty uzyskał anulowanie wyroku zsyłki wymierzonego w lutym 1920 r. metropolicie nowogrodzkiemu Arseniuszowi. Był przeciwnikiem ruchu Żywej Cerkwi; odrzucił propozycje wejścia do jej organów zarządzających.
29 maja 1922 r., po aresztowaniu metropolity Beniamina, biskup Aleksy objął tymczasowy zarząd eparchii piotrogrodzkiej. Szantażowany przez władze radzieckie, grożące rozstrzelaniem aresztowanego hierarchy, publicznie odwołał jego dekrety wykluczające z Rosyjskiego Kościoła Prawosławnego twórców Żywej Cerkwi, piotrogrodzkich księży Aleksandra Wwiedienskiego, Władimira Krasnickiego i Aleksandra Bojarskiego. 30 maja tego samego roku poinformował zastępującego patriarchę Tichona (przebywającego w areszcie domowym) metropolitę jarosławskiego i rostowskiego Agatangela, iż ma zamiar lojalnie odnosić się do władz. W czerwcu tego samego roku, w czasie spotkania z ks. Krasnickim, po raz kolejny odmówił jednak akcesu do Żywej Cerkwi. 24 czerwca 1922 r. ogłosił, iż rezygnuje z tymczasowego zarządu eparchii piotrogrodzkiej; mimo tego z powodu swojej wrogiej postawy wobec Odnowicielstwa został w październiku tego samego roku aresztowany, po czym zesłany na trzy lata do Kazachstanu. Oficjalnie postawiono mu zarzut „działalności kontrrewolucyjnej”; karę odbywał w Karkaralinsku w obwodzie karagandyjskim, gdzie mógł służyć w miejscowej cerkwi. Utrzymywał kontakt korespondencyjny z metropolitą Arseniuszem, jak również z metropolitą Sergiuszem (Stragorodskim).

#### Działalność w eparchii nowogrodzkiej
W marcu 1926 r. wrócił do Leningradu. Wobec faktu, iż arcybiskup Arseniusz (Stadnicki), nadal formalnie ordynariusz eparchii nowogrodzkiej przebywał na zsyłce, 2 września tego samego roku otrzymał tytuł arcybiskupa tichwińskiego (zmieniony na następnie na tytuł arcybiskupa chutyńskiego) i został locum tenens tejże eparchii. W 1927 r. wszedł w skład Tymczasowego Patriarszego Świętego Synodu. Uczestniczył w redagowaniu listu metropolity Sergiusza (Stragorodskiego) do duchowieństwa i wiernych, w którym zawarta została deklaracja pełnej lojalności Cerkwi wobec władz państwowych Związku Radzieckiego. 18 maja 1932 r. otrzymał godność metropolity staroruskiego. 11 sierpnia tego samego roku, po oficjalnym przeniesieniu metropolity Arseniusza (Stadnickiego) na katedrę taszkencką, Aleksy zaczął posługiwać się tytułem metropolity nowogrodzkiego i staroruskiego.

#### Metropolita Leningradu
Od 1933 r. pełnił urząd metropolity leningradzkiego, pozostając tymczasowo ordynariuszem eparchii nowogrodzkiej. Wskutek represji wymierzonych w duchowieństwo w latach 30. XX wieku w kierowanej przez niego metropolii czynne pozostawały jedynie nieliczne świątynie. Metropolita Aleksy walczył również z wpływami Żywej Cerkwi i z josifianami. W 1936 r., obawiając się kolejnych prześladowań wydał dekret zabraniający w swojej eparchii komunii świętej dzieci. Z powodu odebrania Cerkwi monasteru Zmartwychwstania Pańskiego, w którym zamieszkiwali metropolici leningradzcy, zmuszony był zamieszkać w pomieszczeniu na dzwonnicy soboru św. Włodzimierza.
W 1939 był jednym z czterech hierarchów Rosyjskiego Kościoła Prawosławnego pozostających na wolności i sprawujących swoje obowiązki. Wszyscy inni biskupi Patriarchatu Moskiewskiego zostali w okresie po rewolucji październikowej skazani na śmierć i straceni, skazani na kary łagru, osiedlenia lub zesłania.

##### Działalność w okresie II wojny światowej

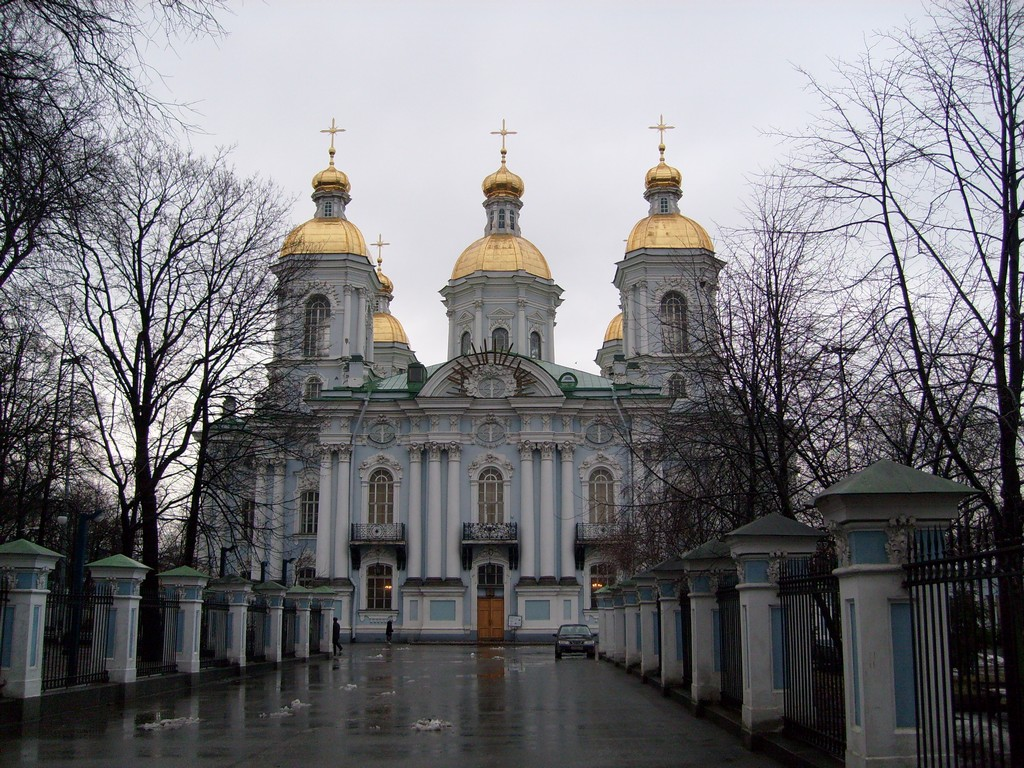
Sobór św. Mikołaja i Objawienia Pańskiego w Petersburgu. W czasie blokady Leningradu metropolita Aleksy regularnie odprawiał w nim nabożeństwa i wzywał wszystkich obywateli ZSRR do udziału w obronie kraju.

Cztery dni po ataku Niemiec na ZSRR metropolita Aleksy wezwał prawosławnych do obrony kraju. 10 lipca tego samego roku, w kazaniu wygłoszonym w soborze Objawienia Pańskiego w Moskwie, nazwał udział w walce z agresorem „świętą powinnością” każdego obywatela kraju oraz działaniem wynikającym z porywu serca każdego Rosjanina.
W czasie blokady Leningradu pozostał za zgodą władz w mieście, by swoimi publicznymi wystąpieniami podnosić morale ludności. Mimo trwających bombardowań regularnie odprawiał nabożeństwa. W swoich kazaniach przywoływał wydarzenia z historii Rusi i Rosji, w których naród razem z Cerkwią bronił kraju przed obcym najazdem, wspominał postacie Dymitra Dońskiego i Aleksandra Newskiego. Twierdził, iż mieszkańców Związku Radzieckiego w walce z III Rzeszą wspiera sam Bóg. Metropolita Aleksy zainicjował również prowadzone przez Rosyjski Kościół Prawosławny kolekty na cele wojskowe (łącznie do końca wojny eparchia leningradzka przekazała na ten cel 13 mln rubli). Podpisał również serię ulotek antyfaszystowskich, które zostały zrzucone nad terytorium ZSRR okupowanym przez wojska niemieckie. Wzywał w nich m.in. do czynnego wspierania radzieckich oddziałów partyzanckich, w tym do wstępowania w ich szeregi. W maju 1944 razem z siostrą przekazał rodzinną daczę pod Leningradem na dom dziecka dla sierot po poległych żołnierzach.
Był w składzie delegacji Rosyjskiego Kościoła Prawosławnego, która 4 września 1943 r. spotkała się z Józefem Stalinem. Pragnąc uzyskać jak najszersze poparcie społeczne w wojnie przeciwko Niemcom hitlerowskim, zwłaszcza wśród żywiących nadal silne uczucia religijne mieszkańców wsi, Stalin zdecydował się złagodzić represje wobec Cerkwi i zezwolił na wybór nowego patriarchy. Cztery dni później zorganizowany został sobór biskupów Rosyjskiego Kościoła Prawosławnego, w którym udział wzięło 19 hierarchów - większość z nich dowieziono w ostatniej chwili z łagrów, lub też wyświęcono bezpośrednio przed soborem. W czasie posiedzenia metropolita Aleksy zasugerował, by na patriarchę wybrano metropolitę moskiewskiego i kołomieńskiego Sergiusza, który od 1927 de facto pełnił obowiązki locum tenens Patriarchatu. Sugestia ta została jednogłośnie przyjęta. Sobór wybrał również sześcioosobowy Święty Synod, w którym metropolita Aleksy został członkiem stałym. Obok metropolity krutickiego i kołomieńskiego Mikołaja pozostawał najbliższym współpracownikiem patriarchy i nadal koordynował działania Cerkwi na rzecz wzywania obywateli do obrony kraju oraz kolekty na cele wojska i inwalidów wojennych. 11 listopada 1943 razem z grupą leningradzkich duchownych otrzymał medal „Za obronę Leningradu”.
Po śmierci patriarchy Sergiusza w 1944 r. metropolita Aleksy objął stanowisko locum tenens Patriarchatu. W pierwszym oficjalnym liście wystosowanym w nowej roli zwrócił się do Stalina z deklaracją pełnej lojalności; przed tym stwierdzeniem podkreślał jednak, iż ma zamiar kierować się kanonami Rosyjskiego Kościoła Prawosławnego. Stalin odpowiedział 24 października 1944 r. telegramem, w którym dziękował hierarsze za jego wcześniejsze zaangażowanie w Leningradzie oraz za udzielanie wsparcia finansowego przytułkom dla sierot wojennych.
Jako locum tenens Patriarchatu Moskiewskiego metropolita Aleksy przeprowadził dziesięć chirotonii biskupich oraz doprowadził do ponownego objęcia katedr przez dwóch biskupów w stanie spoczynku. Dzięki temu w 1944 r. Rosyjski Kościół Prawosławny posiadał już ok. 40 biskupów, co oznaczało powrót do stanu osobowego przed zmasowanymi represjami lat 1937–1938 r. Metropolita działał na rzecz organizacji parafii prawosławnych na kolejnych terenach zajmowanych przez Armię Czerwoną.

### Patriarcha moskiewski i całej Rusi

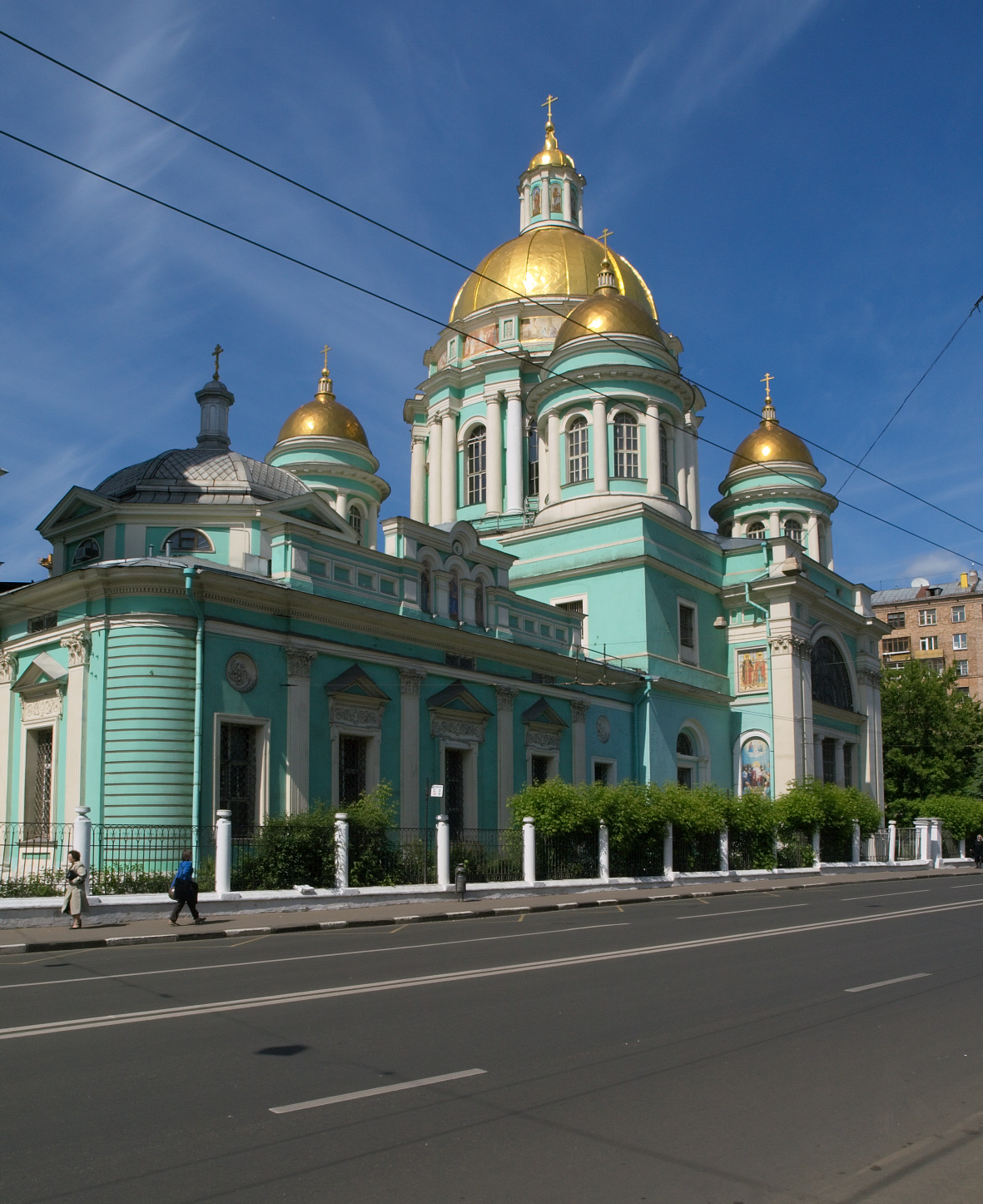
Sobór Objawienia Pańskiego w Moskwie, w którym odbyła się intronizacja Aleksego (Simanskiego) na patriarchę moskiewskiego i całej Rusi

#### 1945–1956

##### Wybór na patriarchę
W dniach 31 stycznia–2 lutego 1945 r. w cerkwi Zmartwychwstania Pańskiego w Moskwie-Sokolnikach obradował Sobór Lokalny Rosyjskiego Kościoła Prawosławnego, który miał za zadanie wybrać nowego patriarchę moskiewskiego i całej Rusi. Zgodnie z niewiążącą wolą zmarłego patriarchy Sergiusza, uczestnicy soboru jednogłośnie wskazali jako jego następcę metropolitę Aleksego. Sobór przegłosował również nowy regulamin wewnętrzny Kościoła, popierany przez patriarchę, zakładający pełną centralizację administracyjną Cerkwi. 4 lutego 1945 r. miała miejsce intronizacja nowego zwierzchnika Rosyjskiego Kościoła Prawosławnego.
10 kwietnia 1945 r. patriarcha Aleksy oraz metropolita kruticki i kołomieński Mikołaj spotkali się ze Stalinem oraz ministrem spraw zagranicznych Wiaczesławem Mołotowem. Najprawdopodobniej w czasie tejże rozmowy hierarchom przekazane zostało żądanie, by w czasie swoich przyszłych wystąpień zagranicznych aktywnie bronili polityki Związku Radzieckiego oraz ustalony został scenariusz pielgrzymki, jaką w maju–czerwcu 1945 r. Aleksy odbył do Palestyny. Miała ona być dowodem samodzielności Rosyjskiego Kościoła Prawosławnego i zmian, jakie zaszły w Związku Radzieckim. Patriarcha udał się również do Egiptu, gdzie spotkał się z władzami państwowymi oraz prawosławnym patriarchą Aleksandrii.
9 maja 1945 r. patriarcha odprawił uroczyste nabożeństwo z okazji zakończenia II wojny światowej. Wziął również udział w Paradzie Zwycięstwa 24 czerwca 1945.
Do 1958 r. władze radzieckie nie prowadziły zmasowanych kampanii antyreligijnych; Patriarchat Moskiewski zyskał względną swobodę działania, patriarcha mógł tym samym realizować zadanie uznane przez siebie za podstawowe – uporządkowanie wewnętrznej sytuacji Cerkwi i odbudowę struktur kościelnych po prześladowaniach lat 30. Aleksy pozostawał w dobrych relacjach z Radą ds. Religii. Sytuacja Kościoła pogorszyła się ponownie po śmierci Stalina. W lipcu 1954 r. Komunistyczna Partia Związku Radzieckiego ogłosiła rezolucję, piętnującą „niedostateczny poziom” propagandy „naukowo-ateistycznej” i wzywającą do walki z religią. Po ogłoszeniu proklamacji w ZSRR ponownie pojawiły się przypadki zamykania cerkwi, nakładania kar administracyjnych na duchownych, wandalizowania świątyń, przeciwko czemu bezskutecznie protestował patriarcha. 10 listopada 1954 r. KPZR ogłosiła drugi dokument w kwestii agitacji ateistycznej, twierdzący, iż w propagandzie antyreligijnej popełniono „błędy”. Patriarcha wyraził swoją wdzięczność za takie rozstrzygnięcie oraz nakazał odczytanie postanowienia partii we wszystkich cerkwiach. Po XX zjeździe KPZR i ogłoszeniu przezeń krytyki kultu jednostki Aleksy I liczył na dalsze rozszerzanie zakresu wolności wyznania w kraju. Apelował do rządu radzieckiego m.in. o przekazanie na cele cerkiewne jednej z państwowych drukarni, zwrot Monasteru Dońskiego w Moskwie oraz otwarcie szeregu innych świątyń i klasztorów. Do 1958 r. uzyskał zgodę na otwarcie ośmiu seminariów i dwóch Akademii Duchownych.

##### Zmiany jurysdykcji Rosyjskiego Kościoła Prawosławnego po II wojnie światowej oraz relacje z innymi Kościołami
10 sierpnia 1945 r. Aleksy I zwrócił się z listem do duchowieństwa Rosyjskiego Kościoła Prawosławnego poza granicami Rosji, apelując o powrót do Patriarchatu Moskiewskiego. W liście powtórzył zarzuty wobec Cerkwi Zagranicznej, jakie stawiał jej patriarcha Sergiusz, nie zażądał jednak przysięgi lojalności wobec ZSRR. List ten został odrzucony przez Synod Rosyjskiego Kościoła Prawosławnego poza granicami Rosji, zaś przewodniczący mu metropolita Anastazy (Gribanowski) stwierdził, iż nie może być mowy o porozumieniu, dopóki hierarchia Patriarchatu Moskiewskiego odnosi się lojalnie do władz radzieckich, czy wręcz zaprzecza prześladowaniom chrześcijan w ZSRR. Na powrót do Rosyjskiego Kościoła Prawosławnego zdecydował się natomiast stojący na czele Zachodnioeuropejskiego Egzarchatu Parafii Rosyjskich metropolita Eulogiusz (Gieorgijewski), który wcześniej razem z całą podległą sobie strukturą opuścił Cerkiew Rosyjską po konflikcie z metropolitą Sergiuszem w 1927 r. Niemniej po śmierci Eulogiusza w 1946 r. część zarządzanych przez niego parafii ponownie opuściła Patriarchat Moskiewski. Inny obrót przybrały rozmowy patriarchy z delegacją Metropolii Amerykańskiej (założonej przez Rosyjski Kościół Prawosławny, lecz od 1927 r. uznawanej za niekanoniczną, również z powodu konfliktu o stosunek do ZSRR). Delegaci Metropolii, kierowani przez jej zwierzchnika Teofila (Paszkowskiego), ubiegali się o ponowne przyjęcie do Patriarchatu Moskiewskiego, jednak bez przysięgi lojalności wobec Związku Radzieckiego, której oczekiwał od nich patriarcha. W rezultacie w 1946 r. VI Wszechamerykański Sobór zadeklarował uznanie patriarchy Moskwy za duchowego zwierzchnika Metropolii, ale odmawiał administracyjnego podporządkowania się Rosyjskiemu Kościołowi Prawosławnemu. Mimo tego, na prośbę metropolity Teofila, metropolita leningradzki Grzegorz podjął w 1947 r. nowe negocjacje z patriarchą Aleksym. Zakończyły się one fiaskiem i deklaracją o zawieszeniu w stanie duchownym wszystkich biskupów Metropolii. Od tego momentu do 1968 r. kontakty między obydwiema strukturami zostały zerwane. Patriarchat Moskiewski przejął natomiast pod swoją jurysdykcję struktury prawosławne w Czechosłowacji (przed II wojną światową prowadzone przez Serbski Kościół Prawosławny) oraz szereg etnicznie rosyjskich parafii w Jugosławii, Rumunii i Bułgarii, dotąd administrowanych przez Rosyjski Kościół Prawosławny poza granicami Rosji. Patriarcha Aleksy I i jego najbliżsi współpracownicy brali również udział w reorganizacji struktur Kościoła prawosławnego na terenach wcielonych po II wojnie światowej do ZSRR. Za organizację eparchii na terytoriach Litewskiej, Łotewskiej i Estońskiej SRR odpowiedzialny był, za wiedzą Aleksego, metropolita leningradzki Grzegorz, który zrealizował to zadanie w 1946. Aleksy I przyjął ponownie do Rosyjskiego Kościoła Prawosławnego szereg duchownych, którzy wcześniej wypowiedzieli posłuszeństwo Patriarchatowi z powodu jego lojalności wobec władz radzieckich, w tym znaczną część duchownych Cerkwi katakumbowej. 
W tym samym roku kierowany przez Aleksego I Patriarchat Moskiewski wznowił stosunki z Bułgarskim Kościołem Prawosławnym.
W marcu 1946 r. we Lwowie na tzw. pseudosoborze lwowskim odbyła się wymuszona przez władze stalinowskie likwidacja Kościoła katolickiego obrządku bizantyjsko-ukraińskiego. Nie jest jasne, na ile patriarcha Aleksy zdawał sobie sprawę z wymuszenia szeregu konwersji kapłanów greckokatolickich na prawosławie i zaangażowania NKWD w procesie niszczenia Cerkwi greckokatolickiej. Zdaniem Dmitrija Pospiełowskiego hierarcha mógł szczerze traktować wydarzenia wokół pseudosoboru jako efekt dążeń części greckokatolickiego duchowieństwa, odczuwającego silniejszą więź z chrześcijaństwem wschodnim, niż z Watykanem. Z drugiej jednak strony jego własna znajomość polityki radzieckiej powinna doprowadzić go do wniosku, iż likwidacja Cerkwi greckokatolickiej nie mogła być w pełni dobrowolna (tak, jak opisywano to wydarzenie w oficjalnych wystąpieniach reprezentantów Patriarchatu).
W 1948 r. Rosyjski Kościół Prawosławny obchodził 500-lecie swojej autokefalii. Uroczystości miały skalę międzynarodową i w zamiarach władz ZSRR, z którymi zgodził się patriarcha, miały zmienić się w demonstrację pierwszeństwa Patriarchatu Moskiewskiego w świecie prawosławnym. Plan ten nie został faktycznie zrealizowany, co przełożyło się na ochłodzenie relacji Cerkwi z władzą świecką. Patriarcha Aleksy wygłosił mowę otwierającą obrady, w której ostro atakował Kościół łaciński. Od 1949 patriarcha oraz metropolita kruticki i kołomieński Mikołaj weszli w skład Światowej Rady Pokoju, organizacji utworzonej przez władze radzieckie. Z powodu swojej działalności w ramach tej struktury KGB odnotowało ich jako znakomitych agentów wpływów. W 1955 r. patriarcha stwierdził, iż Kościół w Związku Radzieckim posiada pełną swobodę, a polityka radziecka w pełni realizuje ideały chrześcijaństwa głoszone przez Cerkiew.
W 1956 r. kierowany przez patriarchę Aleksego Święty Synod Rosyjskiego Kościoła Prawosławnego nadał autonomię Chińskiemu Kościołowi Prawosławnemu. Wcześniej w jurysdykcję Patriarchatu Moskiewskiego wrócili działający w Chinach biskupi Rosyjskiego Kościoła Prawosławnego poza granicami Rosji.
W okresie sprawowania urzędu przez Aleksego I Rosyjski Kościół Prawosławny nawiązał kontakty z innymi związkami wyznaniowymi działającymi na terenie ZSRR oraz podjął dialog ekumeniczny z Kościołem Ewangelickim w Niemczech. Od 1958 r., po wyborze na papieża Jana XXIII, ożywieniu uległy kontakty z Kościołem katolickim; począwszy od 1967 r. obydwa Kościoły prowadziły systematyczny dialog teologiczny.

#### 1958–1964

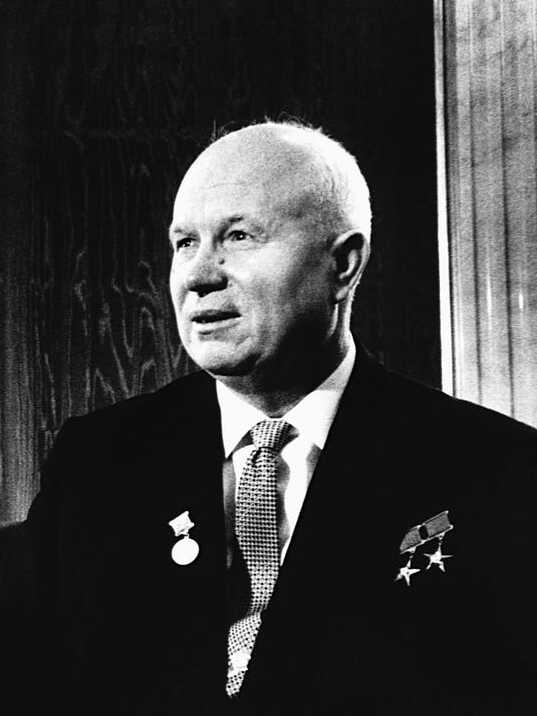
Nikita Chruszczow

Przejęcie władzy przez Nikitę Chruszczowa patriarcha Aleksy przyjął z zadowoleniem, licząc, iż jego reformy będą mieć pozytywny wpływ na położenie Rosyjskiego Kościoła Prawosławnego. 17 maja 1958 r. spotkał się z Chruszczowem, ponownie przedstawiając postulaty otwarcia szeregu zlikwidowanych świątyń, przyspieszenia remontu ławry Troicko-Siergijewskiej, wsparcia wydawniczej działalności Kościoła oraz rezygnacji z agitacji antyreligijnej w prasie państwowej. Spotkanie to nie przyniosło spodziewanych efektów. Chruszczow zapoczątkował w ZSRR nową kampanię antyreligijną, w czasie której działalność Rosyjskiego Kościoła Prawosławnego ponownie została poważnie ograniczona, zaś połowa istniejących parafii zlikwidowana. We wrześniu 1958 r. od Aleksego I zażądano zgody na masową kampanię likwidacji cerkwi, w tym na zamknięcie ławry Pieczerskiej. Patriarcha w rozmowie z kierującym Radą ds. Religii oznajmił, iż woli odejść w stan spoczynku niż spełnić oczekiwania władz w tym zakresie. W październiku 1958 r. Rada Ministrów ZSRR przegłosowała ustawy godzące bezpośrednio w monastery Rosyjskiego Kościoła Prawosławnego. Aleksy I oraz metropolita kruticki i kołomieński Mikołaj protestowali przeciwko tym działaniom, jak również przeciw administracyjnemu likwidowaniu parafii, zwracając uwagę na zaangażowanie Cerkwi w obronie kraju w wojnach toczonych przeciwko Rosji. Ponownie ich wystąpienie nie przyniosło rezultatów; w 1960 r. metropolita Mikołaj został zmuszony do ustąpienia z urzędu. Według Johna Andersona to metropolita Mikołaj w zdecydowany sposób sprzeciwiał się antyreligijnej polityce władz, podczas gdy patriarcha był skłonny do daleko idących ustępstw. Jako przykład podaje sytuację z 1959 r., gdy Aleksy zgodził się na likwidację 28 monasterów, sugerując jedynie, iż w ZSRR powinny pozostać przynajmniej niektóre ośrodki życia mniszego.
Mając nadzieję na poprawę swojej sytuacji poprzez lojalną współpracę z władzami, w tym samym roku Kościół uczestniczył w tworzeniu Chrześcijańskiej Konferencji Pokojowej, organizacji proradzieckiej ukrywającej zasadnicze cele istnienia pod pozorem walki wszystkich chrześcijan o pokój na świecie. W czasie sprawowania urzędu przez Aleksego I Rosyjski Kościół Prawosławny wstąpił również do Światowej Rady Kościołów (1961).
Rok wcześniej Aleksy po raz drugi pielgrzymował do Jerozolimy; w czasie wyjazdu spotkał się z patriarchami konstantynopolitańskim Atenagorasem, aleksandryjskim Krzysztofem II, jerozolimskim Benedyktem oraz antiocheńskim Teodozjuszem VI. Z kolei w 1962 udał się na Bałkany, gdzie odwiedził patriarchów bułgarskiego Cyryla, rumuńskiego Justyna oraz serbskiego Germana. W 1963 r. brał udział w uroczystościach tysiąclecia republiki mnichów – Athos.
Realizując w swojej działalności zagranicznej polecenia władz radzieckich i KGB, Aleksy nie rezygnował z protestów przeciwko prześladowaniom Kościoła. 16 maja 1959 r. razem z metropolitą krutickim i kołomieńskim Mikołajem skierował do Chruszczowa list, w którym wskazywał, iż zamykanie świątyń i ataki na duchowieństwo są sprzeczne z prawem radzieckim. List ten pozostał bez odpowiedzi. 10 grudnia tego samego roku, po kolejnej fali likwidacji świątyń, ci sami hierarchowie spotkali się w tej sprawie z przewodniczącym Rady ds. Religii Karpowem, tłumacząc, iż sytuacja Kościoła stała się bardzo zła. Rozmowa nie przyniosła żadnych efektów, Karpow stwierdził bowiem, iż państwo radzieckie będzie kontynuowało prowadzenie propagandy ateistycznej, gdyż zależy mu na oświeceniu obywateli. Mimo prześladowań Cerkwi, patriarcha Aleksy zachował znaczny autorytet w społeczeństwie.
W kwietniu 1961 r., po zamknięciu kolejnych 1437 parafii, patriarcha, któremu towarzyszył arcybiskup tulski Pimen, udał się ze skargą do nowego przewodniczącego Rady ds. Religii, Kurojedowa, podkreślając, iż zamknięcie szeregu świątyń na terenach wiejskich zagroziło ekonomicznym podstawom istnienia Kościoła. Po raz kolejny wystąpienie Aleksego nie przełożyło się na poprawę sytuacji Cerkwi. W tym samym roku Nikita Chruszczow nazwał Rosyjski Kościół Prawosławny głównym ideologicznym wrogiem socjalizmu. Rosyjski Kościół Prawosławny został również zmuszony do zmian w statucie wewnętrznym, których efektem było całkowite odebranie duchownym kontroli nad parafiami na rzecz przekazania całego zarządu w ręce dwudziestoosobowych rad świeckich. Decyzja ta spotkała się z protestem dziesięciu biskupów, którzy przekazali na ręce Aleksego I petycję o odwołanie zmian. Jej inicjator, biskup Hermogen został ukarany poprzez przymusowe przeniesienie w stan spoczynku.
W listach do nowych biskupów i kapłanów Aleksy podkreślał trudności, jakie będą napotykali w swojej posłudze. Apelował, by skupiali się na moralnym kształceniu wiernych, zaś w cerkwiach stwarzali modlitewną atmosferę, rezygnując ze zbyt wystawnego wyposażenia. Patriarcha zwracał również szczególną uwagę na poziom kształcenia w seminariach duchownych i śpiewu cerkiewnego.

#### 1964–1970
W 1964 r. Nikita Chruszczow został odsunięty od władzy. Do końca swoich rządów prowadził politykę antyreligijną. W kolejnych latach została ona poważnie złagodzona; stosunki między Cerkwią i państwem uległy pewnej poprawie, chociaż Kościół nie odzyskał świątyń utraconych w latach 1958–1964. Nie zezwalano również na otwieranie nowych parafii w miastach, podczas gdy znaczna część ludności wiejskiej przenosiła się do większych ośrodków.
Zdaniem D. Shubina po upadku Chruszczowa patriarcha Aleksy zwiększył wysiłki na rzecz poprawy pozycji Rosyjskiego Kościoła Prawosławnego, uzyskując m.in. czasowy wzrost liczby czynnych cerkwi i zwrot części relikwii przeniesionych do Muzeów Ateizmu. Inną ocenę ostatnich lat życia Aleksego przedstawił D. Pospiełowski, w ocenie którego duchowny był zbyt wyczerpany wcześniejszymi prześladowaniami, by podjąć aktywną walkę o odzyskanie wpływów w społeczeństwie przez Kościół. Jako metropolita leningradzki, a następnie patriarcha Aleksy I był ostro krytykowany przez Rosyjski Kościół Prawosławny poza granicami Rosji za swoją postawę wobec władz radzieckich.
Jedną z ostatnich decyzji patriarchy było podpisanie tomosu nadającego autokefalię Kościołowi Prawosławnemu w Ameryce, dawnej Metropolii Amerykańskiej.

#### Śmierć i pogrzeb

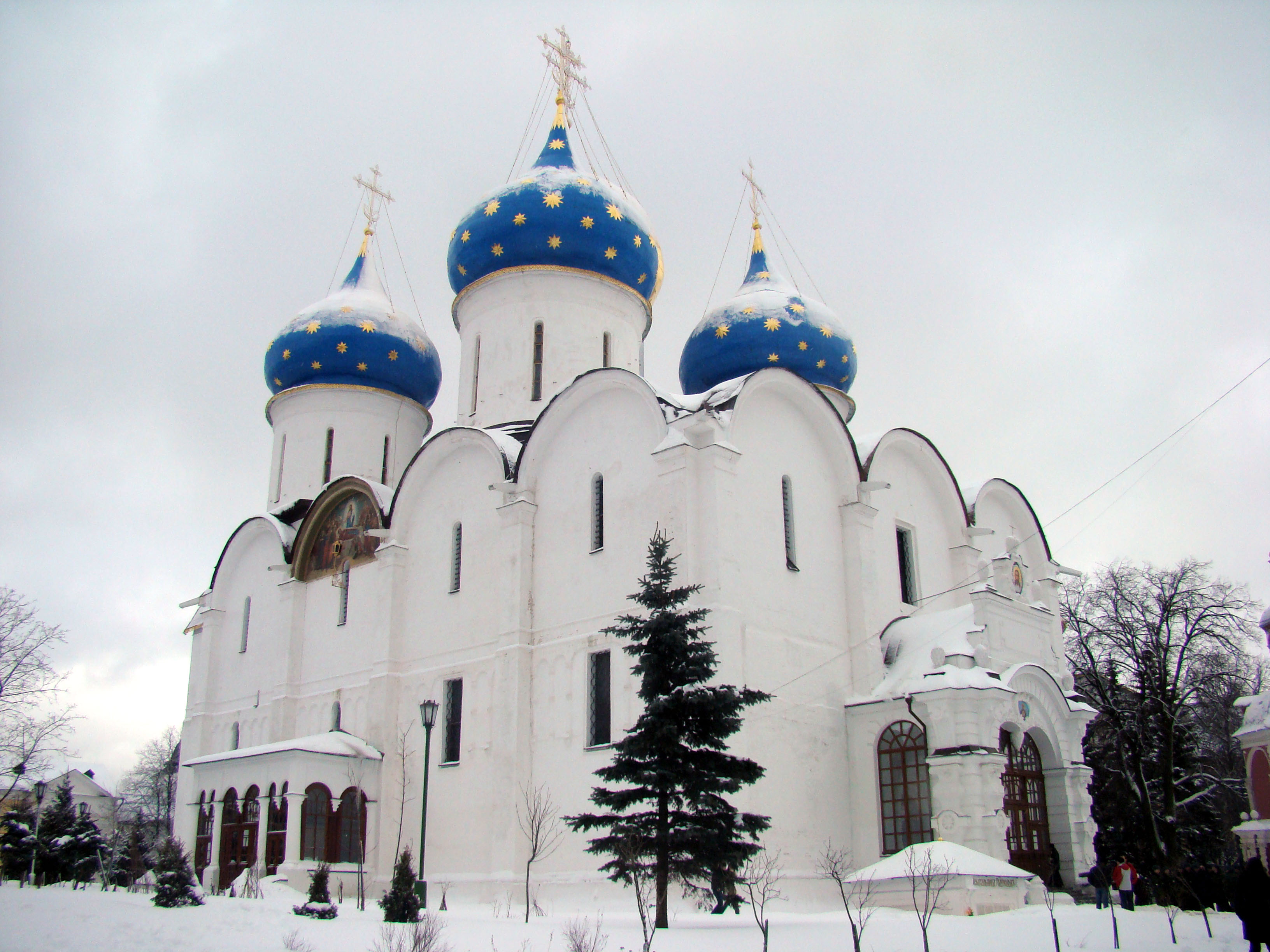
Sobór Zaśnięcia Matki Bożej w ławrze Troicko-Siergijewskiej, miejsce pochówku patriarchy Aleksego I

4 lutego 1970 r. patriarcha przeszedł atak serca. Od tej pory przebywał stale w podmiejskiej rezydencji w Pieriediełkinie pod opieką swojego sekretarza. Zmarł 17 kwietnia 1970 r. w wieku 92 lat. 21 kwietnia 1970 r. w soborze Zaśnięcia Matki Bożej w ławrze Troicko-Siergijewskiej miały miejsce uroczystości pogrzebowe patriarchy. Ceremonię pogrzebową odprawiał metropolita kruticki i kołomieński Pimen. W uroczystościach wzięli udział, oprócz hierarchów Patriarchatu Moskiewskiego, Katolikos-Patriarcha całej Gruzji Efrem II, metropolita warszawski i całej Polski Bazyli, metropolita Pragi i całej Czechosłowacji Doroteusz, jak również Katolikos Ormian Wasken I oraz kardynał Johannes Willebrands.

## Odznaczenia
Aleksy I otrzymał m.in. następujące odznaczenia:
- Order Czerwonego Sztandaru Pracy (1946, 1952, 1962, 1967)
- Medal za Obronę Leningradu (1943)
- Medal za Ofiarną Pracę w Wielkiej Wojnie Ojczyźnianej 1941–1945 (1946)
- Order Świętego Równego Apostołom Księcia Włodzimierza (1961)

W 1949 został doktorem honoris causa Moskiewskiej Akademii Duchownej. Posiadał również wysokie odznaczenia autokefalicznych Kościołów prawosławnych, Komitetu Obrony Pokoju, Rumunii oraz Libanu.

## Upamiętnienie
Na terytorium Ławry Troicko-Siergijewskiej znajduje się izba jego pamięci, w której gromadzone są związane z nim eksponaty.
5 grudnia 2007 na domu, w którym urodził się przyszły patriarcha, odsłonięto tablicę ku jego czci. Inicjatorem upamiętnienia hierarchy był Wydział Wydawniczy Patriarchatu Moskiewskiego. W uroczystości brali udział patriarcha moskiewski i całej Rusi Aleksy II, arcybiskup istrzański Arseniusz, biskup bronnicki Ambroży oraz mer Moskwy Jurij Łużkow.